# Abdul Quader Suman
Abdul Quader Suman – bengalski lekkoatleta, jedyny reprezentant Bangladeszu na paraolimpiadzie w Pekinie 2008 startujący w biegu na 100 m w klasie T12.
W swoim biegu kwalifikacyjnym (heat 4) uzyskał rezultat 16,63 sek. i nie zakwalifikował się do półfinału.